# Pastis bourrit
El pastís borrit és un pastís tradicional popular occità, concretament de la zona de les Lanas, a sobre del País Basc. En la tradició típica dels pans de pessic occitans, i encara més a Gascunya, és molt dens i està perfumat amb un alcohol, que sol ser rom o de vegades també anís. Tradicionalment els pans de pessic occitans, i el pastís borrit també, es fan en uns motllos en forma de con truncat, de vegades lobulat, que als Països Catalans tendiríem a usar per a fer flams (de mida familiar, per la seva mida) o magdalenes (també de mida gran) i al nord de França de vegades fan servir per a fer brioixos. De vegades, però la forma pot ser cilíndrica, però típicament sempre és més estret i alt que els que solem fer als Països Catalans. Pot contenir fruita seca (panses o prunes) a la massa. La superfície sol estar decorada amb sucre fi o amb boletes de sucre o menys sovint amb algunes panses o trossos d'alguna altra fuita seca, com les ametlles, o una mica de trossos de fruita confitada, com la taronja o la cirera. El seu gran contingut en mantega denota la influència atlàntica d'aquesta banda d'Occitània i fa pensar que en origen estava destinat a festes majors. Avui en dia, però, és un pastís molt habitual que alguns mengen per exemple a l'esmorzar, de vegades tallat a llesques que després es torren. Se sol menjar per a acompanyar cremes d'ous de l'estil de la crema catalana. Les torrades de pastís borrit també s'utilitzen per a untar-hi el fetge gras, que sol agradar molt en mescles agredolces (menjat amb figa, per exemple).

## Etimologia
La paraula pastís és la mateixa en occità que en català, del llatí pasticium. Noteu que per als occitans coincideix amb el mot que fan servir per al licor d'anís, potser perquè al començament s'usava molt per a fer pastissos. L'adjectiu borrit en català seria llevat, l'acció de deixar reposar la massa perquè creixi i s'infli, que ve en occità de borridèr, el llevat (producte).

## Origen
Es pensa que aquest pastís, té origen o almenys una certa influència -que seria compartida en general amb tots els dolços de tipus "clafotís", com la crostada, la tortiera, etc.- àrab, o més aviat dels moros que habitaren la península Ibèrica, que van aportar alguns perfums característics, com la canyella, els cítrics i els fruits secs, i també les tècniques del fullat en pastes dolces i salades, la idea de farcir els pastissos, o almenys acompanyar-los, de crema, etc.
El fullat és la tècnica de doblegar una massa encara crua en principi per a obtenir un resultat de fines capes. Això es veu molt clarament a la pasta fullada i als pastissets anomenats baklava, però també a la crostada dels Pirineus o l'ensaïmada, per exemple. La coca bamba menorquina comparteix amb el pastís borrit que, tot i que està fet amb aquesta tècnica, al final el resultat no és d'una textura de capes, com l'ensaïmada, sinó d'un pa de pessic més aviat dens.
També que el pastis borrit es feia en origen amb greix animal, saïm o de vegades greix d'oca. En la seva recepta antiga, la massa s'havia de pastar fins que fos molt flexible i després estendre-la en una capa el més fina possible, que s'untava amb el greix. A continuació no es doblegava (com es fa a la pasta fullada o els m'samen) ni s'enrotllava (com a la coca bamba o l'ensaïmada) sinó que es tallaven cercles de la mateixa mida i es posaven un a sobre de l'altre. La massa estesa a taula, abans d'untar-se de saïm, es deixava reposar una hora, i encara ara es fa amb farina de força i es deixa reposar, que és justament el que li dona el nom de borrit (vegeu l'etimologia).
Sembla que algunes versions antigues intercalaven algunes panses, o fines làmines de poma, macerades en armanyac entre algunes de les capes del pastís. Segurament aquestes versions eren perfumades amb canyella, però actualment no en solen tenir, fins i tot algunes porten vainilla, al gust dels veïns del nord.

## Pastissos semblants
La major part dels de cócs tradicionals occitans es fan de manera similar, amb alguna diferència local, com per exemple afegir ratlladura de llimona o aigua de tarongina. El cóc cruesà (Cruesa), per exemple, no és gaire diferent. A Quercy una variant és la serp de Carcin, que és feta amb una recepta molt semblant però es caracteritza per la seva forma sinuosa que li dona precisament el seu nom. A Catalunya, els taps de Cadaqués, encara que petits i individuals, són potser el més semblant, almenys quant a forma, a aquest pastís.
Per la seva forma, alguns francesos (no-occitans) que no l'han tastat tendeixen a confondre aquests pastissos amb brioixos, però no ho són, es tracta de cócs o pans de pessic.